# Fallon (Nevada)
Fallon ist eine Kleinstadt im Westen Nevadas. Das U.S. Census Bureau hat bei der Volkszählung 2020 eine Einwohnerzahl von 9.327 ermittelt. Sie liegt im Churchill County und ist dessen Verwaltungssitz. Die Gegend ist sehr trocken, da Fallon in der Stillwater Range liegt. Der Name kommt von der größeren Nachbarstadt Stillwater. Südwestlich von Fallon liegen kleine Seen und im Westen die Großstadt Reno. Im Stadtgebiet liegt die Naval Air Station Fallon, einer der wichtigsten Arbeitgeber Fallons.

## Geographie
U.S. Highway 50 bildet die Hauptstraße durch die Stadt. Es ist eine der Städte an dieser oft als Loneliest Road in America genannten Straße. Bis zur Stadt Austin sind es 180 km. Fallons geographische Koordinaten sind 39° 28′ N, 118° 47′ W (39,472792, −118,778826).
Nach den Angaben des United States Census Bureaus hat der Ort eine Fläche von 7,9 km², wovon 7,9 km² auf Land und 0,1 km² (= 0,65 %) auf Gewässer entfallen.
Fallon ist primär eine landwirtschaftlich geprägte Gemeinde. Zwar befindet sich die Stadt in einem ariden Gebiet, aber rund 200 km² Farmland werden bewässert und werden landwirtschaftlich genutzt. Hauptsächlich wird Luzerne angebaut.
Rund elf Kilometer östlich von Fallon liegt in der Nähe des Highways Grimes Point, eine Stätte mit bis zu achttausend Jahre alten Felsmalereien, die von den Bewohnern am Ufer des früheren Lake Lahontan geschaffen wurden.

## Demographie
Zum Zeitpunkt des United States Census 2000 bewohnten Fallon 7536 Personen. Die Bevölkerungsdichte betrug 954,0 Personen pro km². Es gab 3336 Wohneinheiten, durchschnittlich 422,3 pro km². Die Bevölkerung Fallons bestand zu 81,32 % aus Weißen, 2,04 % Schwarzen oder African American, 3,40 % Native American, 5,00 % Asian, 0,37 % Pacific Islander, 3,4 % gaben an, anderen Rassen anzugehören und 4,47 % nannten zwei oder mehr Rassen. 9,89 % der Bevölkerung erklärten, Hispanos oder Latinos jeglicher Rasse zu sein.
Die Bewohner Fallons verteilten sich auf 3004 Haushalte, von denen in 35,4 % Kinder unter 18 Jahren lebten. 42,7 % der Haushalte stellten Verheiratete, 15,3 % hatten einen weiblichen Haushaltsvorstand ohne Ehemann und 37,5 % bildeten keine Familien. 30,7 % der Haushalte bestanden aus Einzelpersonen und in 11,4 % aller Haushalte lebte jemand im Alter von 65 Jahren oder mehr alleine. Die durchschnittliche Haushaltsgröße betrug 2,45 und die durchschnittliche Familiengröße 3,06 Personen.
Die Bevölkerung verteilte sich auf 28,4 % Minderjährige, 10,3 % 18–24-Jährige, 29,7 % 25–44-Jährige, 19,4 % 45–64-Jährige und 12,2 % im Alter von 65 Jahren oder mehr. Das Durchschnittsalter betrug 32 Jahre. Auf jeweils 100 Frauen entfielen 95,7 Männer. Bei den über 18-Jährigen entfielen auf 100 Frauen 91,5 Männer.
Das mittlere Haushaltseinkommen in Fallon betrug 35.935 US-Dollar und das mittlere Familieneinkommen erreichte die Höhe von 41.433 US-Dollar. Das Durchschnittseinkommen der Männer betrug 35.356 US-Dollar, gegenüber 22.818 US-Dollar bei den Frauen. Das Pro-Kopf-Einkommen belief sich auf 16.919 US-Dollar. 12,6 % der Bevölkerung und 9,5 % der Familien hatten ein Einkommen unterhalb der Armutsgrenze, davon waren 15,6 % der Minderjährigen und 10,3 % der Altersgruppe 65 Jahre und mehr betroffen.

## Partnerstädte
- Wani, Georgien

## Söhne und Töchter der Stadt
- Martin Heinrich (* 1971), Politiker
- Michelle Krusiec (* 1974), Schauspielerin